# Where We Stand
Where We Stand — другий студійний альбом американського гурту Yellowcard. Виданий у 1999 році лейблом Takeover Records (альбом був перевиданий у 2004 та 2005 роках).

## Треклист
1. «Lesson Learned» — 3:22
2. «Time Will Tell» — 3:58
3. «Sue» — 2:24
4. «April 20th» — 2:55
5. «Uphill Both Ways» — 3:58
6. «Kids» — 2:42
7. «Doesn't Matter» — 2:54
8. «Sorry Try Again» — 1:44
9. «Anywhere But Here» — 3:13
10. «On the Brink» — 7:26